# Le Ferré
Pour les articles homonymes, voir Ferré.
Le Ferré est une commune française située dans le département d'Ille-et-Vilaine en région Bretagne, peuplée de 727 habitants.

## Géographie

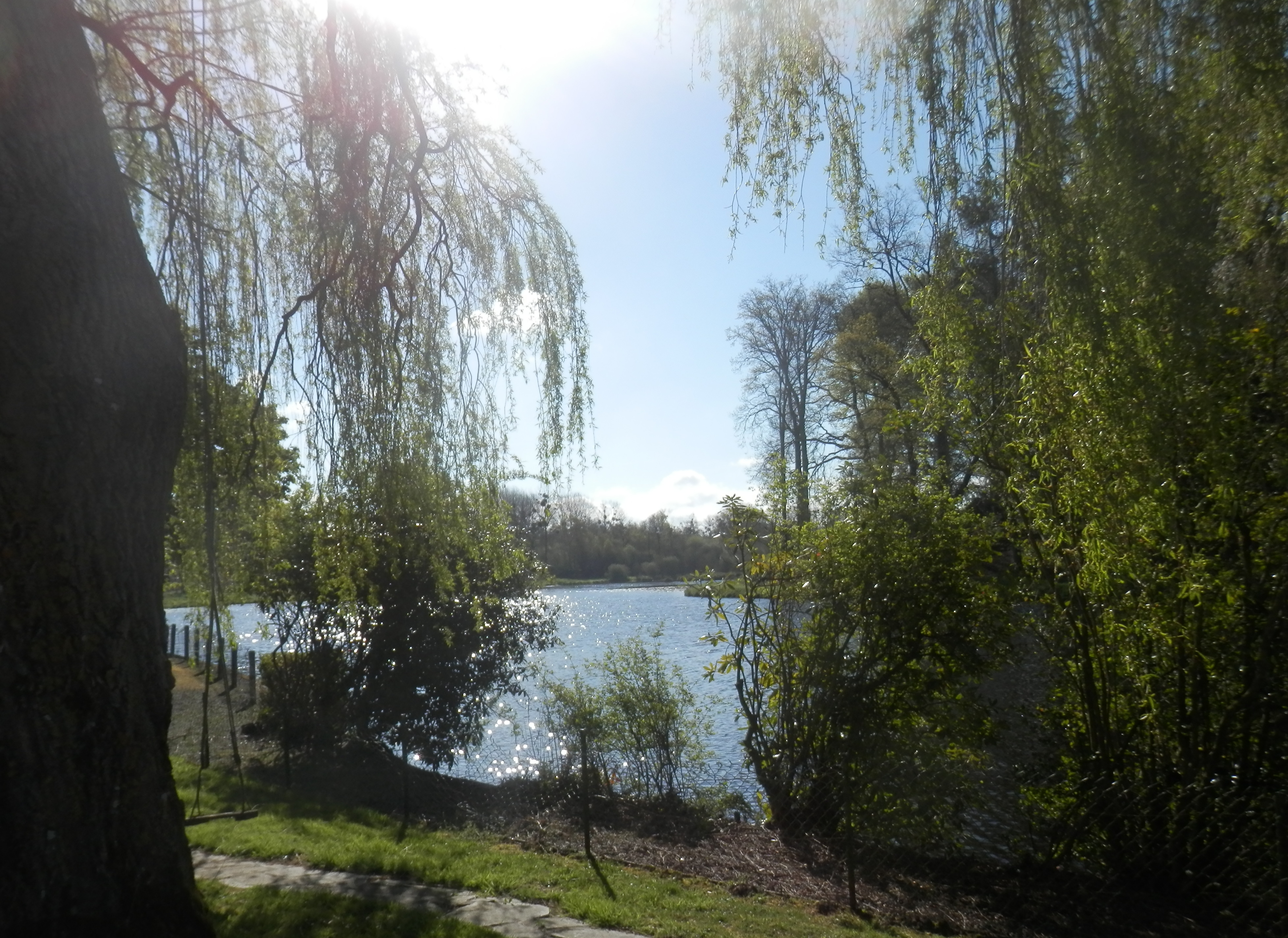
Étang de Valaine

### Communes limitrophes
| Saint-James (Manche)           | Montjoie-Saint-Martin (Manche)   |                               |
| Coglès (Les Portes du Coglais) | Ferré                            | Saint-Georges-de-Reintembault |
|                                | Montours (Les Portes du Coglais) | Poilley                       |

### Hydrographie
Pour un article plus général, voir Réseau hydrographique d'Ille-et-Vilaine.
La commune est traversée par la ligne de partage des eaux entre les bassins hydrographiques Seine-Normandie et Loire-Bretagne. Elle est drainée par le Beuvron, le Guerge, le Tronçon, le cours d'eau 01 de Déan, le cours d'eau 01 du Val de Sée, le cours d'eau 02 du Val de Sée, le fossé 01 de la Bazinière, le fossé 01 de la Rouaudière et un bras de Villamée,,.
Le Beuvron, d'une longueur de 31 km, prend sa source dans la commune de Parigné et se jette  dans la Sélune à Ducey-Les Chéris, après avoir traversé onze communes. 

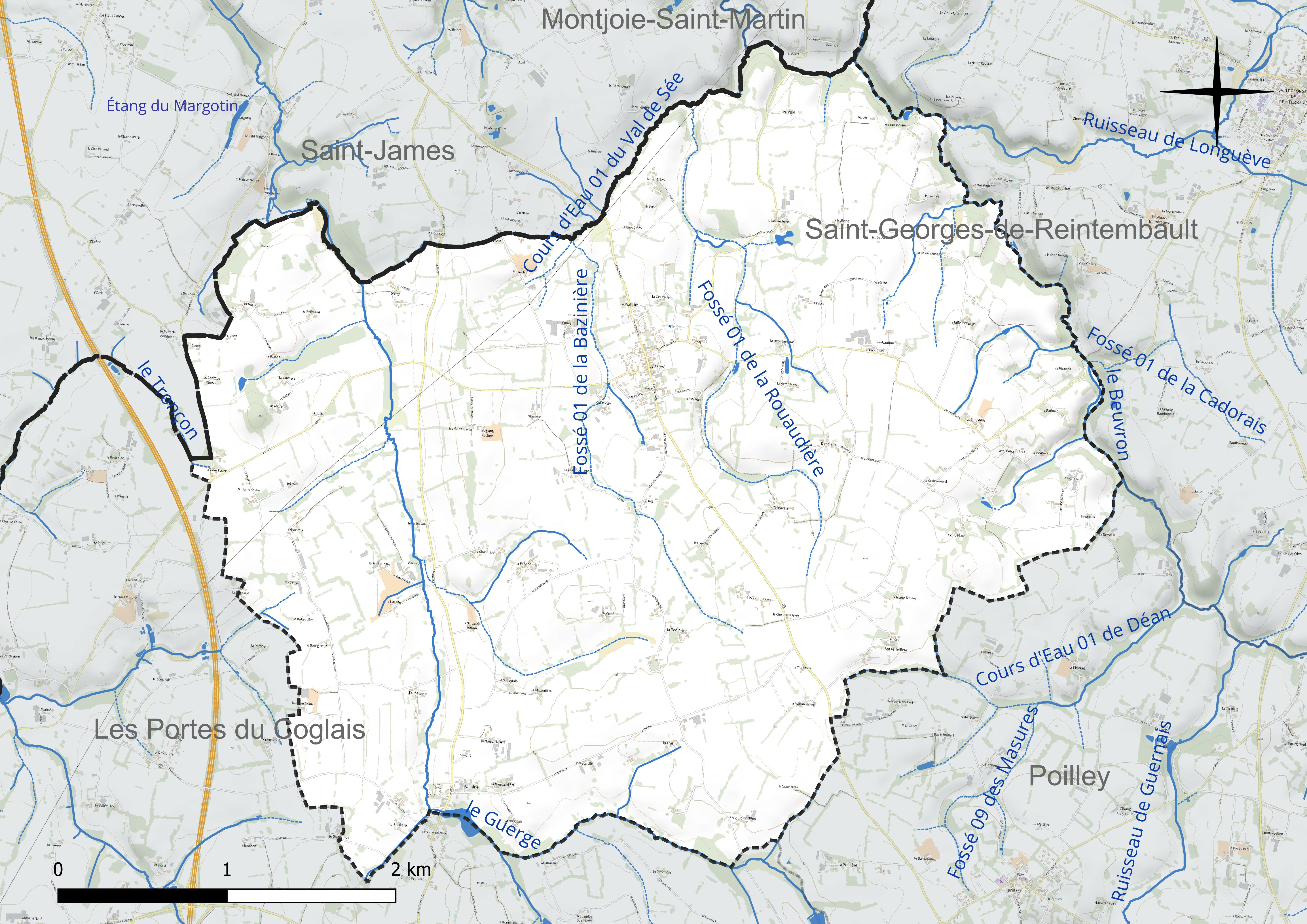
Réseau hydrographique du Ferré.

Le Guerge, d'une longueur de 26 km, prend sa source dans la commune des Portes du Coglais et se jette  dans le Couesnon à Sougeal, après avoir traversé sept communes. 
Le Tronçon, d'une longueur de 17 km, prend sa source dans la commune  et se jette  dans le Couesnon à Val-Couesnon, après avoir traversé cinq communes. 

### Climat
Pour des articles plus généraux, voir Climat de la Bretagne et Climat d'Ille-et-Vilaine.
En 2010, le climat de la commune est de type climat océanique franc, selon une étude du CNRS s'appuyant sur une série de données couvrant la période 1971-2000. En 2020, Météo-France publie une typologie des climats de la France métropolitaine dans laquelle la commune est exposée à un climat océanique et est dans la région climatique  Bretagne orientale et méridionale, Pays nantais, Vendée, caractérisée par une faible pluviométrie en été et une bonne insolation. Parallèlement l'observatoire de l'environnement en Bretagne publie en 2020 un zonage climatique de la région Bretagne, s'appuyant sur des données de Météo-France de 2009. La commune est, selon ce zonage, dans la zone « Intérieur Est », avec des hivers frais, des étés chauds et des pluies modérées.  
Pour la période 1971-2000, la température annuelle moyenne est de 10,8 °C, avec une amplitude thermique annuelle de 13 °C. Le cumul annuel moyen de précipitations est de 939 mm, avec 13,9 jours de précipitations en janvier et 8,4 jours en juillet. Pour la période 1991-2020, la température moyenne annuelle observée sur la station météorologique la plus proche, située sur la commune de Louvigné-du-Désert à 13 km à vol d'oiseau, est de 11,1 °C et le cumul annuel moyen de précipitations est de 941,3 mm,. Pour l'avenir, les paramètres climatiques de la commune estimés pour 2050 selon différents scénarios d'émission de gaz à effet de serre sont consultables sur un site dédié publié par Météo-France en novembre 2022.

## Urbanisme

### Typologie
Au 1er janvier 2024, Le Ferré est catégorisée commune rurale à habitat très dispersé, selon la nouvelle grille communale de densité à sept niveaux définie par l'Insee en 2022.
Elle est située hors unité urbaine et hors attraction des villes,.

### Occupation des sols
L'occupation des sols de la commune, telle qu'elle ressort de la base de données européenne d'occupation biophysique des sols Corine Land Cover (CLC), est marquée par l'importance des territoires agricoles (95,1 % en 2018), en diminution par rapport à 1990 (98,5 %). La répartition détaillée en 2018 est la suivante : 
prairies (66,9 %), terres arables (22,4 %), zones agricoles hétérogènes (5,8 %), zones urbanisées (3,4 %), forêts (1,5 %). L'évolution de l'occupation des sols de la commune et de ses infrastructures peut être observée sur les différentes représentations cartographiques du territoire : la carte de Cassini (XVIIIe siècle), la carte d'état-major (1820-1866) et les cartes ou photos aériennes de l'IGN pour la période actuelle (1950 à aujourd'hui).

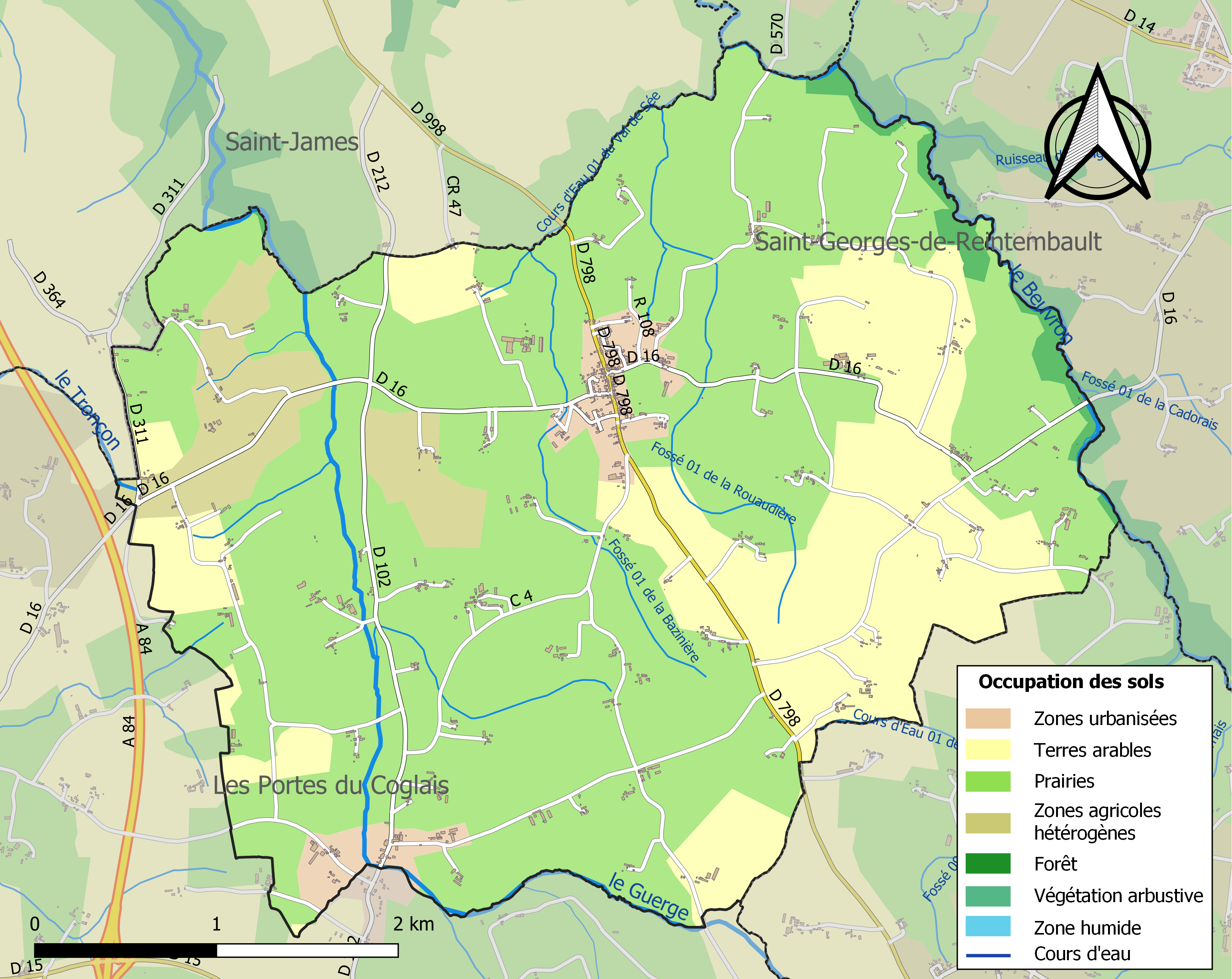
Carte des infrastructures et de l'occupation des sols de la commune en 2018 (CLC).

## Toponymie
Le nom dela localité est attesté sous les formes Parochia Ferrati en 1174, ecclesia de Ferrato en 1237, Ferratum en 1516.
Le Ferré est issu du latin ferrum (fer). Le nom fait allusion aux scories de fer souvent employées dans la construction des routes et chemins[réf. nécessaire].

## Histoire

### LaRévolution française
La commune est le théâtre la bataille de Valennes et de la bataille de la Maison-Neuve en 1796, lors de la Chouannerie.

### LeXXesiècle

#### La Première Guerre mondiale
Le monument aux morts du Ferré porte les noms de cinquante soldats morts pour la France pendant la Première Guerre mondiale ; sept d'entre eux sont décédés sur le sol belge ; un, Louis Ferard, qui faisait partie du 42e régiment d'infanterie coloniale participant à l'Armée française d'Orient, est décédé le 17 mai 1917 à Crna Reka en Serbie, un autre, Daniel Boucq, de maladie en Italie ; tous les autres sont morts sur le sol français.
Lucien Lechat, né en 1893 au Ferré, soldat au 336e régiment d'infanterie fut fusillé pour l'exemple le 17 mars 1915 à Suippes (Marne) pour « refus d'obéissance » à la suite de l'échec d'une offensive.

#### L'entre-deux-guerres
Louis Gautier, qui faisait partie d'un groupe de cinquante tirailleurs français et sénégalais fut victime d'une embuscade tendue par des Druzes le 16 mars 1926 à Nedoha (Syrie) (la Syrie était alors un mandat français). Un autre soldat du Ferré, Leguérinel, est décédé en 1929 dans des circonstances non précisées.

#### La Seconde Guerre mondiale
Le monument aux morts du Ferré porte les noms de cinq soldats morts pour la France pendant la Seconde Guerre mondiale (M. Beaulieu, J. Dean, O. Fremy, P. Gautier, J. Pirotais).

## Politique et administration

### Liste des maires
| Période                                  | Période       | Identité       | Étiquette | Qualité |
| ---------------------------------------- | ------------- | -------------- | --------- | --- |
| Les données manquantes sont à compléter. |               |                |           | |
| mars 1977                                | novembre 2001 | Pierre Gautier |           | Agriculteur retraité |
| janvier 2002                             | En cours      | Louis Pautrel  | DVD > UDI | Responsable administratif et financier Conseiller général (2011-2015) Conseiller départemental (depuis 2015) Président de Louvigné Communauté |

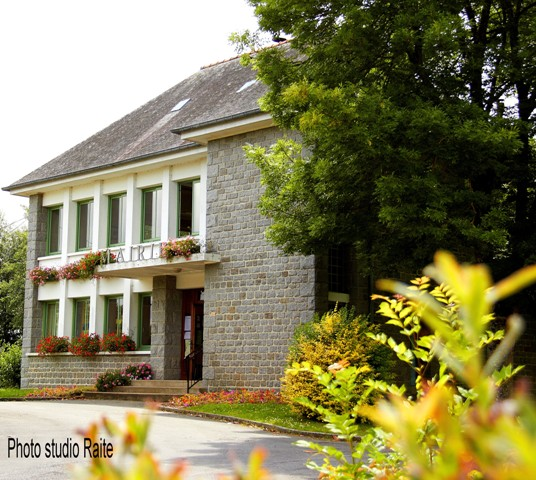
Mairie du Ferré
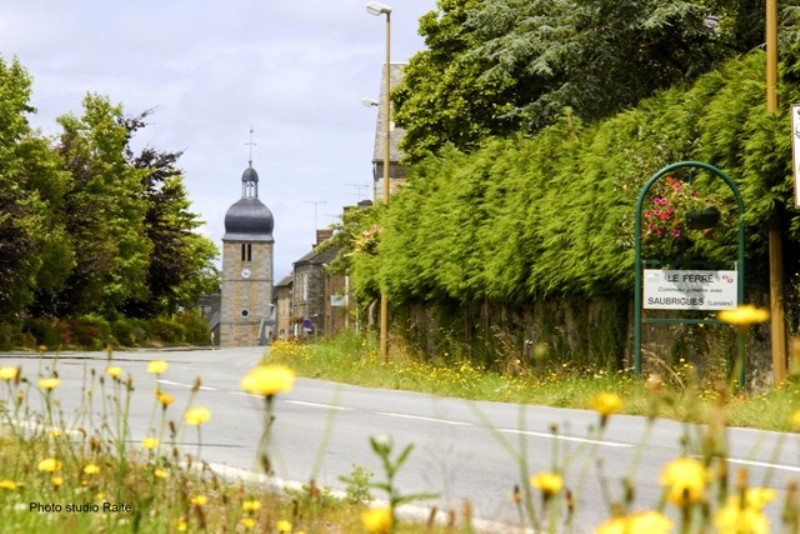
Entrée du bourg du Ferré

### Politique de développement durable
La commune a engagé une politique de développement durable en lançant une démarche d'Agenda 21.

### Jumelages
Avec les sept autres communes du canton de Louvigné-du-Désert, aujourd'hui dissous, Le Ferré est jumelée avec :
- Burnham-on-Sea and Highbridge (Royaume-Uni) depuis 2000.

## Démographie
L'évolution du nombre d'habitants est connue à travers les recensements de la population effectués dans la commune depuis 1793. Pour les communes de moins de 10 000 habitants, une enquête de recensement portant sur toute la population est réalisée tous les cinq ans, les populations de référence des années intermédiaires étant quant à elles estimées par interpolation ou extrapolation. Pour la commune, le premier recensement exhaustif entrant dans le cadre du nouveau dispositif a été réalisé en 2005.
En 2022, la commune comptait 727 habitants, en évolution de +5,52 % par rapport à 2016 (Ille-et-Vilaine : +5,46 %, France hors Mayotte : +2,11 %).
| 1793  | 1800  | 1806  | 1821  | 1831  | 1836  | 1841  | 1846  | 1851  |
| ----- | ----- | ----- | ----- | ----- | ----- | ----- | ----- | ----- |
| 1 974 | 1 595 | 1 818 | 1 945 | 1 777 | 1 706 | 1 650 | 1 704 | 1 680 |

| 1856  | 1861  | 1866  | 1872  | 1876  | 1881  | 1886  | 1891  | 1896  |
| ----- | ----- | ----- | ----- | ----- | ----- | ----- | ----- | ----- |
| 1 619 | 1 619 | 1 582 | 1 507 | 1 497 | 1 532 | 1 510 | 1 455 | 1 376 |

| 1901  | 1906  | 1911  | 1921  | 1926 | 1931  | 1936  | 1946 | 1954 |
| ----- | ----- | ----- | ----- | ---- | ----- | ----- | ---- | ---- |
| 1 237 | 1 207 | 1 145 | 1 003 | 979  | 1 005 | 1 021 | 963  | 955  |

| 1962 | 1968 | 1975 | 1982 | 1990 | 1999 | 2005 | 2006 | 2010 |
| ---- | ---- | ---- | ---- | ---- | ---- | ---- | ---- | ---- |
| 911  | 788  | 733  | 663  | 619  | 585  | 568  | 565  | 682  |

| 2015 | 2020 | 2022 | - | - | - | - | - | - |
| ---- | ---- | ---- | - | - | - | - | - | - |
| 689  | 722  | 727  | - | - | - | - | - | - |

## Lieux et monuments
- Église Saint-Pierre-et-Saint-Paul (bâtie entre le XIVe et le XIXe siècle).

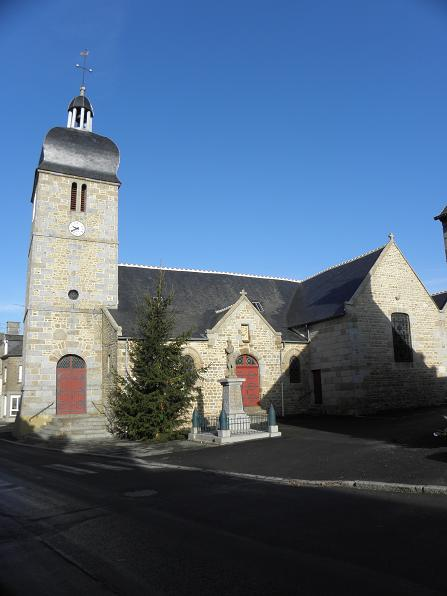
L'église paroissiale Saint-Pierre-et-Saint-Paul
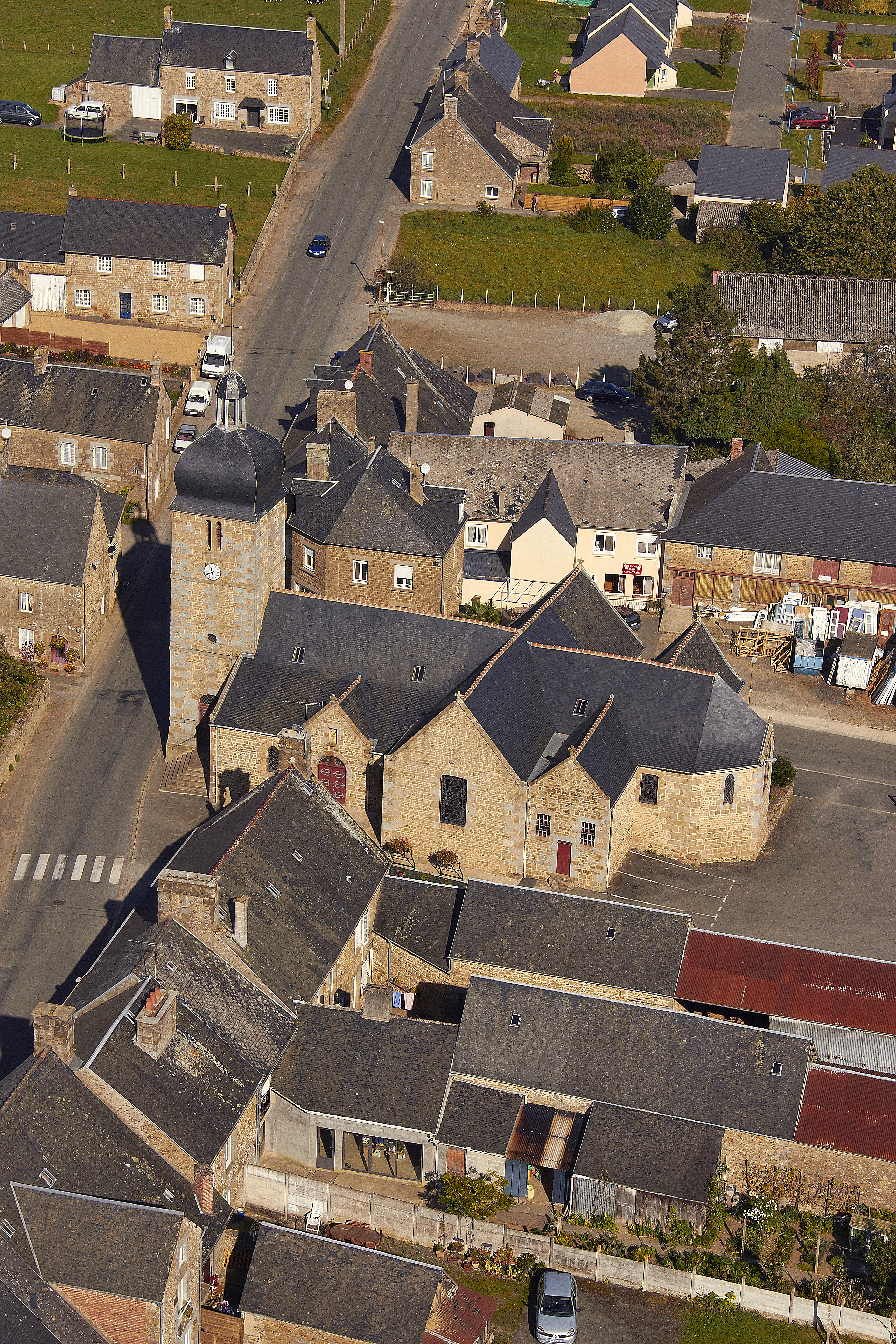
Église du Ferré vue du ciel (photographie Studio Raite)
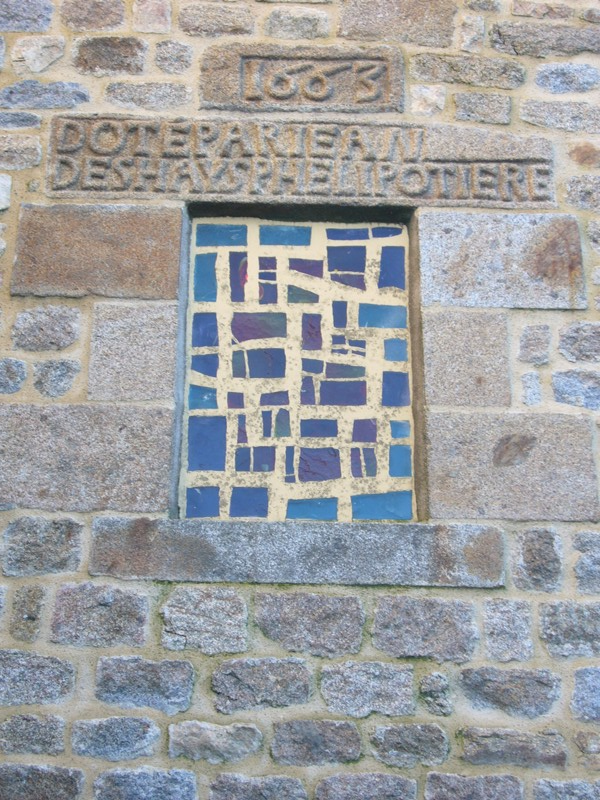
Église (détail) du Ferré

## Personnalités liées à la commune
Lucien Lechat (1891-1915), l'un des quatre caporaux de Souain, était originaire du Ferré.